# Gasterocome latifasciata
Gasterocome latifasciata là một loài bướm đêm trong họ Geometridae.